# کسپر (بازی ویدئویی)
کسپر (به انگلیسی: Casper) یک بازی اکشن و ماجراجویی است که براساس فیلمی (ساخت ۱۹۹۵) به همین نام برای پلی استیشن ۱، سگا ساترن، ۳دی‌او، گیم بوی، سوپر نینتندو، گیم بوی کالر و گیم بوی ادوانس تولید و منتشر گردید.
بازیباز در نقش "کسپر" روح دوست داشتنی ایفای نقش می‌کند که در جستجوی پیدا کردن یک دوست و شانس آغاز یک زندگی جدید می‌باشد.
داستان بازی در مورد شخصیت حریص زنی بنام "کاریگان کریتندن" است که در جستجوی یک گنج گمشده است. کسپر نیز باید به شخصی بنام دکتر "جیمز هاروی" کمک کند تا از طریق دانش او شانس زندگی جدید انسانی را پیدا کند.
گیم پلی بازی نیز بیشتر بر روی حل معماهای بازی تمرکز دارد.

## بازتاب‌ها
بازی «کسپر» نقدهای متفاوتی دریافت کرد. اکثر نقدهای سایت «گیم رنکینگز» میانگین نمره ۷۲٫۵۰٪ بر اساس دو نقد برای نسخه کنسول ۳دی‌او، امتیاز ۶۷٪ برای نسخه سگا ساترن، ۵۵٪ نسخه سوپر نینتندو، ۵۴٪ نسخه گیم بوی کالر، ۵۰٪ نسخه گیم بوی ادونس و ۴۹٫۲۴٪ میانگین نمرات نسخه پلی استیشن می‌باشد.
مجله «سگا ساترن» امتیاز ۷۰٪ رو به نسخه سگا ساترن داده و اعلام کرده که این امتیاز بر اساس نسخه تمام نشده و ناقص بازی بوده و از این مسئله گلایه داشتند که شرکت اینترپلی نسخه کامل بازی را برای نقد آنها ارسال نکرده است.